# Célestin Nollet
Célestin Nollet est un footballeur belge né le 6 février 1894 à Bruges (Belgique) et mort le 14 août 1975 à Gand (Belgique).

## Biographie
Il joue au Cercle Bruges KSV entre 1912 et 1924 : il marque 16 buts en 139 matches de championnat. Avec les Verts et Noirs, il termine troisième du championnat de Belgique en 1914, 1923 et 1924.  Il est finaliste de la Coupe de Belgique en 1913.
Il joue deux matches en équipe nationale en 1922.

## Palmarès
- International belge en 1922 (2 sélections)
- première sélection: le 26 mars 1922, Belgique-Pays-Bas, 4-0 (match amical)
- deuxième sélection: le 15 avril 1922, Belgique-Danemark, 0-0 (match amical)
- Finaliste de la Coupe de Belgique en 1913 avec le Cercle Bruges KSV